# Дописивање
Дописивање, ћаскање, четовање (енгл. Chat) представља вид комуникације путем рачунара или друштвених мрежа у стварном времену. Ради се о врло кратким порукама које корисник види чим их његов саговорник пошаље. Програми за слање порука врло су коришћени, најчешће од стране младежи до 18 година. Неки најпознатији су: Скајп, Фејсбук месенџер, Вибер, Ватсап Јаху месенџер, итд.

## Врсте дописивања
У дописивању постоје тзв собе, односно групно дописивање, у коме истовремено може да разговара и до неколико десетина (па и стотина) корисника, у некима је разговор ограничен на неколико учесника, док неки могу комбиновати ова два типа. Неким четовима није потребно ништа осим веб претраживача и програмског језика Јава, док су неки прерасли у засебне рачунарске програме, од којих су најпознатији Виндовс Лајв Месинџер (раније МСН Месинџер), Скајпе, Иахоо! Месинџер, ИЦК, Гугл Ток.
У таквим четовима корисници се прво морају регистровати и оставити неке своје личне податке и унети надимак који може, али и не мора да открије њихов идентитет, па тек онда уђу у ћаскање. Ћаскање, за разлику од комуникације путем е-поште или на форумима, омогућава контакт са другим корисницима ћаскања у реалном времену. У неким апликацијама за ћаскање постоје собе са одређеном темом (факултет, музика, фудбал...), тако да корисник може да изабере тему о којој би желео да разговара са осталим учесницима. На таквим четовима постоје администратори. Они су образовани и обучени људи за рад на четовању, а брину о корисницима, чувају мир и пружају техничку подршку. 

### Корисници форума за дописивање
Апликације за ћаскање најчешће користе тинејџери до 18 година. Многи тинејџери траже емоционално испуњење на сајтовима за ћаскање. Младима је посебно привлачна анонимност коју интернет пружа, а коју је немогуће постићи у било којој другој врсти комуникације. Ова анонимност ослобађа и подстиче људе да комуницирају другачије него у личним контактима, што значи да свако може да се представља како жели и да буде оно што жели. Понекад се одрасли који често немају пријатељске намере могу представљати као деца. Обично су то педофили, који покушавају да се зближе са децом путем ћаскања. Исто тако, неки људи који немају довољно јаку личност, знају да представе своју измишљену личност у ћаскању, и зато је важно запамтити да о онлајн пријатељима знамо само онолико колико су они рекли о себи. Међутим, ћаскање користе и пословни људи за пословну комуникацију. За неке је ћаскање економски много повољније средство комуникације од позивања и много брже од е-поште.

### Посебан језик комуникације
Интернет дописивање створило је неке нове скраћенице и јединствени вид разговарања у циљу што краћих, али што ефективнијих порука. Такође, значајну улогу у ћаскању имају и смајлији.
У апликацијама за ћаскање постао је уобичајен посебан језик под називом леет, у коме се нормална слова замењују бројевима и знаковима са тастатуре, комуницирајући скраћеницама како би се постигла што бржа размена порука. Ево неких најчешће коришћених скраћеница и њихових значења:
АСЛ- Старост, Пол, Локација
АФАИК- Колико ја знам 
АФК -  Далеко од тастатуре (рачунара), не могу да одговорим
АСАП- Што је пре могуће 
ББЛ - Вратићу се касније
БФ - Дечко
БРБ - Одмах се враћам  
БТВ - Бај д Веј - успут
ЛОЛ - Смејати се наглас
ГФ - Девојка 
ПЛС - Молим  
РОФЛ - Ваљање по поду од смеха 
СПАМ - Нежељене рекламе у поруци
СВИМ - Видите шта мислим - разумете, знате?
ТИА - Хвала унапред 
ТИ/ТХКС - Хвала
ВБ - Добродошли назад
Поред скраћеница, користе се и различити смајли (емотикони). Првобитно су биле стилизоване типографске ознаке које су се користиле за приказивање емоција или тренутног осећања. Најчешће коришћени су:
:-) или  :) или :о) - осмехујући се
:-( или :( - тужно
;-) или ;) - намигни
Како се брзина комуникације повећава, мале иконе се користе уместо типографских знакова.
Писање ВЕЛИКИМ СЛОВИМА (осим скраћеница) се не одобрава, јер се сматра викањем.